# 트렐로
트렐로(Trello)는 웹기반의 프로젝트 관리 소프트웨어이다. 2011년 포그 크리크 소프트웨어에 의해 개발되었으며 2014년 별개 회사로 분리되었다. 나중에 2017년 1월 아틀라시안에 인수되었다. 2014년 기준 5백만명이 넘는 사람이 Trello를 사용하고 있다. 아이폰, 안드로이드, 웹브라우저에서 이용 가능하다.

## 역사
트렐로는 포그 크리크(Fog Creek)의 설립자 조엘 스포스키에 의해 테크크런치의 한 행사에서 공개되었다. 와이어드지는 2011년 9월 이 애플리케이션을 "아직 당신이 한 번도 들어보지 못한 7개의 가장 쿨한 스타트업" 가운데 하나로 선정하였다.
라이프해커는 프로젝트의 협업을 단순하고 즐길만할 수준으로 만들어 준다고 언급하였다.
2014년, 인덱스 벤처스와 스파크 캐피털로부터 10,300,000 달러의 자금을 조달받았다.
2016년 5월, 트렐로는 일일 활동 방문자는 1,100,000명 이상, 총 가입자 수는 14,000,000명이라고 주장하였다.
2017년 1월 9일, 아틀라시안은 트렐로를 425,000,000 달러에 인수할 의향이 있다고 발표하였다.
2018년 12월, 트렐로는 트렐로 보드 내 작업 자동화를 위한 파워업(Power-Up)을 개발하였던 기업인 버틀러(Butler)의 인수를 발표하였다.

## 기능
보드 안에 리스트, 리스트 안에 카드가 들어간다. 카드 안에 체크리스트를 만들 수 있고, 다른 사용자를 카드에 참여시킬 수 있다. 곧, 카드가 할일의 기본적인 단위가 된다. 베이스캠프(Basecamp) 등 다른 프로젝트 관리 소프트웨어 비해 단순한 디자인을 가지고 있다는 평가를 받고 있다.